# Chionea
Chionea är ett släkte av tvåvingar som beskrevs av Johan Wilhelm Dalman 1816. Chionea ingår i familjen småharkrankar.

## Dottertaxa tillChionea, i alfabetisk ordning[1][2]
- Chionea albertensis
- Chionea alexandriana
- Chionea alpina
- Chionea ancae
- Chionea araneoides
- Chionea arverna
- Chionea austriaca
- Chionea belgica
- Chionea besucheti
- Chionea botosaneanui
- Chionea carolus
- Chionea catalonica
- Chionea crassipes
- Chionea durbini
- Chionea excavata
- Chionea hybrida
- Chionea jellisoni
- Chionea jenniferae
- Chionea jurassica
- Chionea kanenoi
- Chionea lutescens
- Chionea lyrata
- Chionea macnabeana
- Chionea nigra
- Chionea nipponica
- Chionea nivicola
- Chionea obtusa
- Chionea pusilla
- Chionea pyrenaea
- Chionea racovitzai
- Chionea reclusa
- Chionea scita
- Chionea stoneana
- Chionea valga
- Chionea wilsoni